# Les Barbarians
Pour les articles homonymes, voir Barbarian.
Pour plus de détails, voir Fiche technique et Distribution.
Les Barbarians est un film de fantasy italo-américain réalisé par Ruggero Deodato, sorti en 1987.

## Synopsis
La tribu de baladins des Ragniks est attaquée par les troupes du cruel tyran Kadar. Kadar capture Canary, la reine de la tribu, afin de lui faire révéler où elle a caché un rubis magique. Les jumeaux Kutchek et Gore sont également capturés. Des années plus tard, devenus adultes, Kutchek et Gore s'échappent de la forteresse de Kadar et vont s'employer à libérer Canary tout en protégeant le rubis.

## Fiche technique
- Titre : Les Barbarians
- Titre original : The Barbarians
- Réalisation : Ruggero Deodato
- Scénario : James R. Silke
- Décors : Giuseppe Mangano
- Costumes : Francesca Panicali
- Photographie : Gianlorenzo Battaglia
- Montage : Eugenio Alabiso
- Musique : Pino Donaggio
- Production : Yoram Globus et Menahem Golan
- Société de production : Cannon Films
- Producteur exécutif : Massimo Ferrero
- Pays d'origine : États-Unis, Italie
- Langue : anglais
- Format : Couleurs - 1,85:1 - Dolby
- Genre : fantasy
- Durée : 87 minutes
- Dates de sortie : 
  - États-Unis : mars 1987
  - Italie : 24 avril 1987
  - France : 8 juillet 1987

## Distribution
- Peter Paul (VF : Marc Alfos) : Kutchek
- David Paul (VF : Michel Vigné) : Gore
- Richard Lynch (VF : Joel Martineau) : Kadar
- Eva LaRue (VF : Isabelle Ganz) : Ismène
- Virginia Bryant (VF : Dorothée Jemma) : Canary
- Sheeba Alahani : China
- Raffaella Baracchi : Allura
- Franco Pistoni (VF : Patrick Préjean) : Ibar
- Michael Berryman : le Grand Bourreau
- George Eastman : Jacko
- Benito Stefanelli : Greyshaft (non-crédité)

## Accueil
Avec un budget estimé à 4 000 000 $, le film a été un échec commercial aux États-Unis, où il n'a rapporté que 800 000 $ de recettes. En France, il a réalisé 675 341 entrées.
Le film est classé par le site Nanarland parmi les nanars du genre fantasy avec en commentaire : « Les Barbarians, s'ils représentent un point de décadence ultime de l'heroic-fantasy, n'en sont pas moins un nanar hautement réjouissant, au fort potentiel zygomatique ». Les frères jumeaux Peter et David Paul ont été nommés dans la catégorie de la pire révélation lors de la 8e cérémonie des Razzie Awards.